# Tarnawa Górna (gromada)
Tarnawa Górna – dawna gromada, czyli najmniejsza jednostka podziału terytorialnego Polskiej Rzeczypospolitej Ludowej w latach 1954–1972.
Gromady, z gromadzkimi radami narodowymi (GRN) jako organami władzy najniższego stopnia na wsi, funkcjonowały od reformy reorganizującej administrację wiejską przeprowadzonej jesienią 1954 do momentu ich zniesienia z dniem 1 stycznia 1973, tym samym wypierając organizację gminną w latach 1954–1972.
Gromadę Tarnawa Górna z siedzibą GRN w Tarnawie Górnej utworzono – jako jedną z 8759 gromad na obszarze Polski – w powiecie leskim w woj. rzeszowskim na mocy uchwały nr 25/54 WRN w Rzeszowie z dnia 5 października 1954. W skład jednostki weszły obszary dotychczasowych gromad Tarnawa Górna, Tarnawa Dolna i Olchowa ze zniesionej gminy Łukowa w tymże powiecie. Dla gromady ustalono 13 członków gromadzkiej rady narodowej.
1 stycznia 1960 do gromady Tarnawa Górna włączono obszar zniesionej gromady Czaszyn w tymże powiecie.
W 1971 roku gromada Tarnawa Górna liczyła 2746 mieszkańców, zamieszkujących miejscowości: Brzozowiec (96), Czaszyn (1015), Olchowa (277), Tarnawa Dolna (720) i Tarnawa Górna (638).
1 listopada 1972, w związku ze zniesieniem powiatu leskiego, gromada weszła w skład nowo utworzonego powiatu bieszczadzkiego w tymże województwie.
Gromada przetrwała do końca 1972 roku, czyli do kolejnej reformy gminnej. 1 stycznia 1973 w powiecie bieszczadzkim utworzono gminę Tarnawa Górna.